# Mieszana Komisja Graniczna
Mieszana Komisja Graniczna (ros. Смешанная пограничная комиссия) – jeden z organów wykonawczych zawartego traktatu ryskiego.
Komisja została powołana na podstawie artykułu I Umowy o przedwstępnych warunkach pokoju z dnia 12 października 1920 i zgodnie z Protokółem Dodatkowym w przedmiocie wykonania artykułu powyższego, podpisanym w Rydze dnia 24 lutego 1921, celem delimitacji granicy państwowej pomiędzy Rzecząpospolitą Polską a Rosyjską Federacyjną Socjalistyczną Republiką Radziecką, Ukraińską Socjalistyczną Republiką Radziecką i Białoruską Socjalistyczną Republiką Radziecką.
W skład Mieszanej Komisji Granicznej weszły delegacje – polska oraz rosyjsko-ukraińsko-białoruska. Przewodniczącym polskiej delegacji (488 etatów) był Leon Wasilewski, były minister spraw zagranicznych RP i poseł w Tallinnie, zaś przewodniczącym delegacji rosyjsko-ukraińsko-białoruskiej (37 etatów) – Stanisław Pestkowski. Główna Komisja rezydowała początkowo w Mińsku Litewskim, następnie w Równem.
Powołano terytorialne podkomisje:
- Podkomisja połocko-wilejska z siedzibami w Połocku i Wilejce
- Podkomisja mińsko-nieświeska w Mińsku, Rakowie i Nieświeżu
- Podkomisja poleska w Olewsku i Łachwie, a następnie w Łunincu
- Podkomisja wołyńska w Zwiahlu i Równem

Celem zapobieżenia ewentualnym konfliktom utworzono 1 czerwca 1921 Mieszaną Komisję Rozjemczą, której polska siedziba mieściła się w Nieświeżu, zaś ekspozytury w Wilejce, Stołpcach, Łunińcu i Kamieńcu. Przewodniczącym komisji był ppłk kaw. Jan Klim z Oddziału II Sztabu Generalnego.
Prace delimitacyjne zakończono 23 listopada 1922, czyli w dniu ostatecznego wytyczenia w terenie granicy polsko-sowieckiej. 31 lipca 1924 w Komisariacie Spraw Zagranicznych w Moskwie podpisany został ostateczny protokół przebiegu granicy państwowej między Rzecząpospolitą Polską a Związkiem Socjalistycznych Republik Sowieckich.